# Улья (река, впадает в Атлантический океан)
У́лья (исп. Río Ulla) — река в испанском регионе Галисия. Длина реки — 126 км. Площадь водосборного бассейна — 2763,83 км².
Берёт начало в провинции Луго. По реке проходит граница провинций Ла-Корунья и Понтеведра. Главные левые притоки — Арнего и Деса, главные правые притоки — Фурелос и Исо. Впадает в бухту Ароса Атлантического океана близ Катойра.
Помпоний Мела называет реку Улла (лат. Ulla).
Достопримечательностью является железнодорожный виадук между Сантьяго-де-Компостела и Оренсе. В 2008 году рядом построен новый мост.

## ГЭС Портодемурос

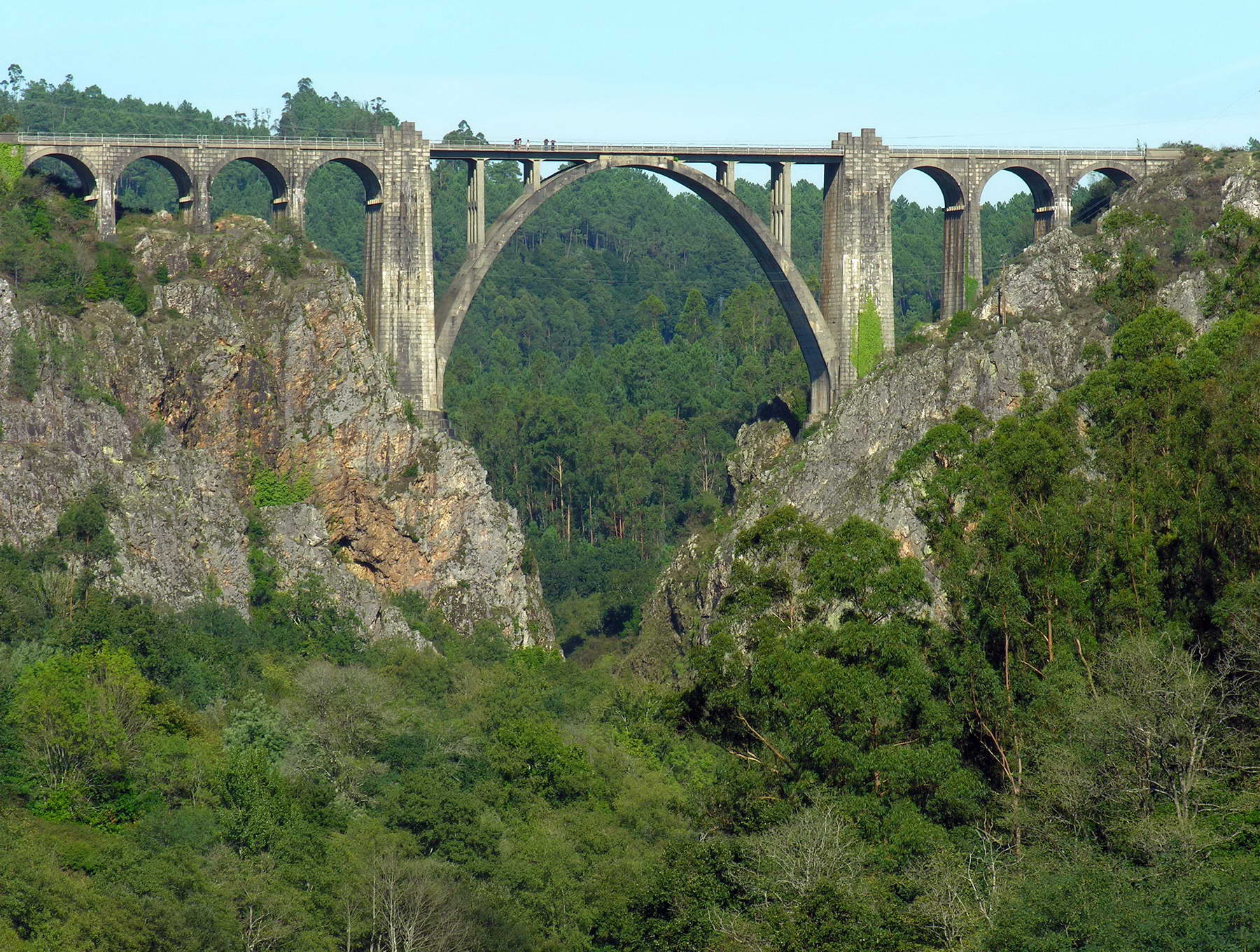
Железнодорожный виадук через реку Улья

На реке в Вилья-де-Крусес построена ГЭС Портодемоурос установленной мощностью 88,93 МВт. Ежегодная генерация электроэнергии составляет 130 ГВт⋅ч. Нормальный подпорный уровень (НПУ) — 252 м. Площадь бассейна 1119 км². Высота грунтовой плотины 93 м, длина — 469 м, объём плотины 2 337 000 м³. Здание ГЭС — подземное, установлены 2 турбины Френсиса компании Andritz Hydro (Vevey) единичной мощностью 52 960 кВт и 2 гидрогенератора General Eléctrica Española единичной мощностью 47 500 кВ⋅А. ГЭС введена в эксплуатацию 21 марта 1968 года и принадлежит компании Naturgy Generación. Общий объём водохранилища 297 млн м³, полезный — 243 млн м³.